# David Seltzer
Pour les articles homonymes, voir Seltzer.
David Seltzer est un producteur, réalisateur, scénariste et écrivain américain né en 1940 à Highland Park, dans l'Illinois (États-Unis).

## Filmographie

### Comme scénariste
- 1968 : Sophia: A Self-Portrait (TV)
- 1971 : The Hellstrom Chronicle
- 1972 : King, Queen, Knave
- 1972 : La Femme sans mari (One Is a Lonely Number), de Mel Stuart
- 1974 : Larry (TV)
- 1975 : My Father's House (TV)
- 1975 : Un jour, une vie (The Other Side of the Mountain), de Larry Peerce
- 1976 : La Malédiction (The Omen)
- 1977 : Green Eyes (TV)
- 1979 : Prophecy - Le monstre (Prophecy)
- 1982 : Six Weeks, de Tony Bill
- 1983 : Table for Five
- 1986 : Lucas
- 1987 : Traquée (Someone to Watch Over Me)
- 1988 : Le Mot de la fin (Punchline)
- 1990 : Comme un oiseau sur la branche (Bird on a Wire)
- 1992 : Une lueur dans la nuit (Shining Through)
- 1998 : The Eighteenth Angel
- 1998 : Le Géant et moi (My Giant)
- 2001 : Nobody's Baby
- 2002 : Apparitions (Dragonfly)
- 2006 : The Omen

### Comme producteur
- 1964 : National Geographic Specials (série télévisée)
- 1977 : Green Eyes (TV)
- 1992 : Une lueur dans la nuit (Shining Through)
- 1998 : The Eighteenth Angel
- 2005 : Révélations (mini-série)

### Comme réalisateur
- 1964 : National Geographic Specials (série télévisée)
- 1986 : Lucas
- 1988 : Le Mot de la fin (Punchline)
- 1992 : Une lueur dans la nuit (Shining Through)
- 2001 : Nobody's Baby

### Comme écrivain
- 1976 : La Malédiction (The Omen)
- 1979 : Prophetie (Prophecy)